# Namorado
Namorado é o nome comum usado para designar o peixe Pseudopercis numida, da família dos pinguipedídeos, de águas tropicais salgadas. Alimenta-se de crustáceos e pequenos peixes. É encontrado em todo o litoral brasileiro, vivendo em fundo arenoso de águas profundas. Chega a até um metro de comprimento.
Segundo o sítio da Associação Internacional de Pesca Desportiva,  o recorde mundial na pesca desta espécie (referido como Namorado sandperch, em inglês) é de 20,2 quilogramas (44 lb 8 oz), por Eduardo Baumeier, em 7 de março de 1998, no Rio de Janeiro.